# Kali (Fluss in Karnataka)
Die Kali (Kannada ಕಾಳಿ) ist ein ca. 135 km langer Küstenfluss des Arabischen Meeres im Distrikt Uttara Kannada im Bundesstaat Karnataka im Südwesten Indiens. Ihr Einzugsgebiet umfasst 5179 km².

## Verlauf
Die Kali entspringt in den Bergen der Westghats auf einer Höhe von etwa 800 m. Anschließend fließt er in östlicher Richtung, passiert die Stadt Dandeli und wendet sich nach Süden. Von links nimmt die Kali die Tatihalla auf und wendet sich in Richtung Westsüdwest. Nördlich des Flusslaufs erstreckt sich der Anshi-Nationalpark. Die Kali durchfließt das Bergland in einem tiefen Tal; im Lalguli-Wasserfall fällt sie etwa 30 m tief in eine Schlucht. Schließlich erreicht die Kali die Tiefebene, wo sie ein Ästuar ausbildet, bevor sie ins Meer fließt. Die Stadt  Karwar liegt am Südufer unmittelbar vor der Mündung.

## Stauseen
- Supa-Talsperre
- Bommanahalli-Talsperre
- Kodasalli-Talsperre
- Kadra-Talsperre